# Walter Thürmer
Walter Thürmer (Dresden, 27 januari 1896 - aldaar, 23 februari 1971) was een Oost-Duits politicus.

## Biografie
Thürmer kwam uit een familie van ondernemers (koffiebranche). Hij nam als militair deel aan de Eerste Wereldoorlog en studeerde daarna technische wetenschappen aan de Technische Universiteit Dresden. In 1922 promoveerde hij tot doctor in de technische wetenschappen. Nadien werkte hij in het bankwezen en de levensmiddelenindustrie. Tot aan het einde van de Tweede Wereldoorlog was hij medewerker, later bestuurder en firmant van de koffiefirma Max Thürmer in Dresden en de levensmiddelengroothandel Max Knauthe.
Thürmer was na de Tweede Wereldoorlog (1945) betrokken bij de oprichting de Liberaal-Democratische Partij van Duitsland (Liberal-Demokratische Partei Deutschlands, LDPD) in de Sovjet-bezettingszone in Duitsland (SBZ). Van 1945 tot 1948 was hij lid van de bestuursraad van de Sächsische Landesbank en in 1945 was hij medeoprichter van de Elb-Kontor-Genossenschaft sächsischer Lebensmittelgroßhändler. In 1946 werd hij in de Landdag (Landtag) van de deelstaat Saksen gekozen en in 1948 - na zich teruggetrokken te hebben uit de ondernemerswereld - werd hij één der burgemeesters van Dresden. Van 1949 tot 1950 was hij voorzitter van de LDPD in Saksen en was hij betrokken bij de oprichting van de Saksische afdeling van het Nationaal Front (Nationale Front, NF).
Thürmer was van 1950 tot 1951 minister van Volksgezondheid van Saksen in het kabinet-Seydewitz.
In 1949 werd Thürmer voor de LDPD in de provisorische Volkskammer gekozen en na de oprichting van de Duitse Democratische Republiek (Deutsche Demokratische Republik, DDR) in 1949 werd hij in de Volkskammer gekozen. Hij was vicevoorzitter van de kamercommissie voor Economische Zaken. Thürmer was meer dan twintig jaar lid van de Volkskammer.
Naast zijn politieke werkzaamheden werkte Thürmer voor de Technische Universiteit Dresden. Van 1951 tot 1967 was hij verantwoordelijk voor de deeltijdstudies op de universiteit. In 1966 werd hem de titel professor toegekend.
Thümer was getrouwd met een familielid van de voorzitter van de Volkskammer, Johannes Dieckmann (LDPD). Hij en zijn vrouw waren zeer actief in het Evangelisch-Lutherse kerkelijk leven in de DDR

## Verwijzingen
1. ↑  Het Nationaal Front was de overkoepelende organisaties van toegestane partijen en massaorganisaties in de SBZ/DDR
2. ↑  (de)  http://www.deutschefotothek.de/obj70602271.html
3. 1 2  (de)  http://tu-dresden.de/die_tu_dresden/zentrale_einrichtungen/ua/navpoints/archiv/alumni/alumni_projekt